# Aggregatietoestand
De aggregatietoestand is de – zintuiglijk, bijvoorbeeld met het blote oog, waarneembare – verschijningsvorm van een gegeven hoeveelheid materie. De overgang van de ene naar de andere aggregatietoestand van materie is een fysisch proces, onder invloed van temperatuur en druk: er vinden geen chemische veranderingen plaats.
Traditioneel worden drie aggregatietoestanden onderscheiden:
- vaste stof (s)
- vloeistof (l)
- gas (g)

Bij extreme temperaturen en drukken komen daarbij:
- plasma (p)
- bose-einsteincondensaat (BEC)
- quark-gluonplasma (QGP)[1][2][3]
- ontaarde materie

Het begrip aggregatietoestand is nauw verwant met het (bredere) begrip fase.

## Traditionele aggregatietoestanden
Op aarde komt materie stabiel in de eerste drie aggregatietoestanden voor. Bij lage temperatuur vormt materie een vaste stof, bij stijgende temperatuur (en constante druk) een vloeistof en bij een nog hogere temperatuur een gas. Een plasma komt op aarde kortstondig voor hij het optreden van bliksem.
In de natuur kan materie in de vaste aggregatietoestand kristallijn, semikristallijn of amorf voorkomen.

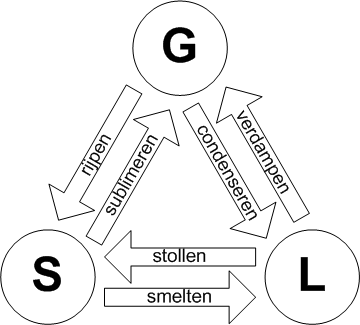
De drie aggregatie toestanden van een stof en de benamingen van de overgangen

Bij de overgang van een aggregatietoestand naar een andere (smelten/stollen; verdampen/condenseren; sublimeren/rijpen) verandert er vanuit scheikundig standpunt niets. Bijvoorbeeld water gaat bij een dalende temperatuur (onder 0 graden) vanuit de vloeibare aggregatietoestand over in die van (de vaste stof) ijs, en bij stijgende temperatuur in waterdamp. Scheikundig bezien blijft het water hierbij onveranderd: H2O. Voor de entropie (S) van deze aggregatietoestanden geldt er dat Sgas > Svloeibaar > Svast.
De gangbare definities van de eerste drie aggregatietoestanden zijn:
- Een hoeveelheid vaste stof heeft bij een gegeven temperatuur een eigen volume en een eigen vorm.
- Een hoeveelheid vloeistof heeft bij een gegeven temperatuur een eigen volume, maar neemt de vorm van het vat aan.
- Een hoeveelheid gas past zowel zijn volume als zijn vorm aan die van het vat aan.

De overgang van vaste stof naar vloeistof noemt men smelten, die van vloeistof naar gas verdampen. Andersom wordt de overgang van gas naar vloeistof condenseren genoemd, en van vloeistof naar vaste stof stollen.
Het is voor sommige stoffen onder bepaalde condities mogelijk om de vloeistoffase over te slaan. Bij de directe overgang van vast naar gas spreekt men van sublimatie, van gas direct naar vaste stof spreekt men van rijpen (zoals rijp na nachtvorst), of van neerslaan (bijvoorbeeld het afzetten van metaal-damp als coatings op lenzen).
|      |           | Naar    | Naar        | Naar          |
| Vast | Vloeibaar | Gas     |             |               |
| ---- | --------- | ------- | ----------- | ------------- |
| Van  | Vast      |         | Smelten     | Vervluchtigen |
| Van  | Vloeibaar | Stollen |             | Verdampen     |
| Van  | Gas       | Rijpen  | Condenseren |               |

Boven een bepaalde hoogte van druk en temperatuur is er geen verschil meer tussen de vloeibare en de gasfase van een gegeven stof. De druk en temperatuur waarboven dit verschil wegvalt noemt men het kritische temperatuur van deze stof en de stof die voorbij dat punt is noemt men superkritisch.
Tussen vaste stof en vloeistof ligt de vloeibare kristalfase (liquid crystal, bekend van het lcd). Soms worden ook amorfe stoffen (zoals glas) als een tussenvorm beschouwd.
Het tripelpunt is het punt (temperatuur/druk) waarin een stof zich in de gasvormige, vloeibare en vaste fasen tegelijk bevindt. Bij deze fase ligt voor iedere gegeven stof de druk en de temperatuur vast. De verhouding gas/vloeistof/vaste stof kan bij het tripelpunt van de gegeven stof wel variëren.

## Fasediagram

Fasediagram van CO_{2}: 1=vaste stof (droogijs), 2=vloeistof, 3=gas (de normale toestand in de aardatmosfeer), 4=superkritisch fluïdum, A=tripelpunt, B=kritisch punt

De aggregatietoestand van een homogene stof wordt in de eerste plaats bepaald door de druk en de temperatuur. Een fasediagram is een grafiek met twee loodrechte assen voor druk en temperatuur en waarin gebieden worden ingekleurd naargelang van de aggregatietoestand (of algemener de fase) die bij de gegeven druk en temperatuur hoort. Toestandsovergangen komen overeen met de scheidingslijnen tussen de ingekleurde gebieden, en in het tripelpunt komen de drie overgangslijnen samen.

## Deeltjestheorie
Wanneer de temperatuur stijgt, gaan de moleculen sneller bewegen. Als de temperatuur daalt, gaan de moleculen trager bewegen. Hoe hoger de beweging, des te meer interne energie moleculen bevatten. Voor de vloeibare toestand is meer interne energie nodig dan voor de vaste toestand.
De hogere beweging zorgt ook voor meer vibratie in bindingen en bij gassen meer botsingen tussen moleculen. Beide hebben als gevolg dat de materie uitzet. Daarom is een materiaal meestal iets groter van volume (en kleiner van dichtheid) als het warmer is. Bij de overgang naar een aggregatietoestand met lagere interne energie neemt het volume bij de meeste stoffen iets af. Water is hierop een uitzondering: waterijs is lichter dan vloeibaar water.
Op moleculair niveau wordt de aggregatietoestand van een stof bepaald door de verhouding tussen de gemiddelde kinetische energie van de deeltjes en de (negatieve) potentiële energie die de deeltjes op hun plaats wil houden in een kristalstructuur, meestal in de vorm van de grondtoestand van een kristal, de elektrostatische bindingsenergie tussen ionen of de potentiële energie afkomstig van vanderwaalskrachten.
Als de potentiële energie domineert (lage temperatuur), blijven de moleculen ter plaatse trillen ten opzichte van een evenwichtspositie en vormt zich een kristal.
Als de kinetische energie domineert (hoge temperatuur), zijn de onderlinge aantrekkingskrachten verwaarloosbaar bij het analyseren van de beweging en gedraagt de stof zich als een ideaal gas.
In een gebied daartussen, op voorwaarde dat de druk groot genoeg is zodat moleculen het grootste deel van de tijd doorbrengen met botsingen, wordt de toestand van de stof hoofdzakelijk bepaald door de onderlinge aantrekkingskrachten tussen de moleculen zodat de gemiddelde dichtheid veel groter is dan bij een ideaal gas; dit is het gedrag van een vloeistof.

## Nieuwe aggregatietoestanden
Andere voorkomende, minder bekende aggregatietoestanden van materie zijn respectievelijk plasma en bose-einsteincondensaat (BEC);
en daarnaast waarschijnlijk (de experimenteel nog niet aangetoonde verschijningsvormen) quark-gluonplasma, en ontaarde materie.
Plasma wordt vaak de vierde aggregatietoestand genoemd. Hierin zijn de deeltjes van een stof in meer of mindere mate geïoniseerd. Plasma is de fase waarin een stof zo sterk verhit wordt (in de orde van duizenden graden Celsius) dat ze elektrisch geleidend wordt. De elektronen van het atoom bewegen hierbij niet meer rond de kern, maar hebben zoveel energie dat ze als het ware tussen de kernen door bewegen. Dit plasma komt in de natuur voor in het binnenste van sterren, bij het optreden van bliksem, maar ook in gaswolken en het interstellair medium. Plasma wordt in de techniek gebruikt in bijvoorbeeld de elektrische lasboog en in de tl-lamp. Plasma kan onder controle gehouden worden door het in een elektromagnetisch veld te brengen.
Het "bose-einsteincondensaat", BEC, is de tegenhanger van plasma en wordt beschouwd als de vijfde aggregatietoestand. Het vormt zich als een stof wordt afgekoeld tot vrijwel het absolute nulpunt (0 kelvin of −273,15 °C). Als dit nulpunt zeer dicht is genaderd vallen de atomen van de stof allemaal in dezelfde kwantumfysische fase, waarbij ze één groot superatoom vormen. Iets soortgelijks gebeurt met licht in een laser. Net als plasma is BEC recent tot stand gebracht in een laboratorium. Deze aggregatietoestand komt in de natuur voor in het binnenste van neutronensterren.
Quark-gluonplasma is een fase die bij hoge temperaturen en hoge dichtheid voorkomt. Hoogstwaarschijnlijk kwam deze fase voor tijdens de eerste 20 tot 30 microseconden na de big bang. In augustus 2012 is voor het eerst materie in deze aggregatietoestand gebracht, in het laboratorium ALICE aan het Europees agentschap voor nucleair onderzoek CERN in Zwitserland. De resultaten van dit experiment werden op 13 augustus 2012 voorgesteld op de internationale conferentie 'Quark Matter', in Washington D.C..
Wanneer de brandstoffen voor de kernfusie in het inwendige van een ster opgebruikt zijn, krimpt de ster ineen door haar eigen gewicht. In het inwendige van de ster zit de materie sterk genoeg opeengeperst opdat het uitsluitingsprincipe van Pauli voor de elektronen voor de tegendruk zorgt. In het algemeen spreekt men van ontaarde materie wanneer materie bestaande uit fermionen op een hoger niveau dan de grondtoestand blijft omwille van de nabijheid van gelijksoortige fermionen. Bij zeer zware sterren is de druk van de zwaartekracht groot genoeg om elektronen en protonen samen te smelten tot neutronen: een zogenaamde neutronenster bestaat uit ontaarde neutronmaterie.